# تشوهاتشي نينوميا
تشوهاتشي نينوميا (20 يونيو 1866 - 8 إبريل 1936) كان رائداً في الطيران الياباني. في عام 1891، صمم "كاراسو - غاتا موكي هيكوكي" ("نموذج طائرة من نوع الغراب ")، ووفقاً للبعض قام بالتحليق بها أيضاً. في عام 1893 قام بتصميم طائرة أخرى، "تاماموشي - غاتا هيكوكي" ("جوهرة الخنفساء من النوع الطائر").

## نشأته
ولد في ياواتاهاما - أورا، في مقاطعة أوا، ولاية ايو (الآن تسمى ياواتاهاما، اهيمه)، وكان الابن الرابع لوالده التاجر. عندما كان في الثانية عشر من عمره، توفي والده. لذلك بحث تشوهاتشي لنفسه على وظيفة. وبينما كان يعمل في مكتب للطباعة ومخزن للأدوية، وغيرها، تعلّم الفيزياء والكيمياء. كما أنه كان خبيرا في صنع الطائرات الورقية. وكان يبيعها لكسب المال لشراء الكتب.

## فكرة الطيران
في عام 1887 تم تجنيد تشوهاتشي في الجيش الياباني الإمبراطوري. في نوفمبر 1889، خلال بعض المناورات، رأى الغربان تحلق ولاحظ أنها لم تكن ترفرف. وبالتالي قام بتطوير فكرة الطائرات ذات الأجنحة الثابتة.
صمم تشوهاتشي نموذجه الأول، «كاراسو - غاتا موكي هيكوكي» 烏型模型飛行器، («نموذج طائرة من نوع الغراب»). وهذا النموذج كان أول نموذج لطائرة في اليابان. كانت الطائرة أحادية السطح، مع أجنحة تمتد لـ 45 سنتيمترا. وكان الجناح ذا زاوية ثنائية السطح. وكان شريط مطاطي يقود المروحة النهازة ذات الأربع شفرات، المستوحاة من المروحية الخيزرانية. النموذج كان مجهزا بموازن أفقي على الذيل، وموازن رأسي على الأنف (المقدمة). كان له ثلاث عجلات كمعدات للهبوط. في 29 نيسان / أبريل 1891 النموذج قطع 3 أمتار وبعد ذلك أقلع وطار 10 أمتار. في اليوم التالي، حلق النموذج حوالي 36 مترا بالإطلاق اليدوي.
كان نموذجه الثاني «تماموشي - غاتا هيكوكي» 玉虫型飛行器، «جوهرة الخنفساء من النوع الطائر»)، قادراً على حمل الإنسان وكان الإنسان يستطيع توجيهه. وكانت الطائرة ذات سطحين وبدون ذيل. وكان الجناح السفلي أصغر من العلوي، وكان متحركاً: للسيطرة على السطح. وكان النموذج أيضاً مجهزاً بمروحة انتهازية ذات أربع شفرات. ولكن فشل تشوهاتشي في جذب اهتمام الجيش. وخلال تلك الفترة صمم نماذج مصغرة (جناحيها: 2 متر) في أكتوبر 1893.
خدم تشوهاتشي في أول حرب صينية يابانية كمسعف في المعارك. بعد الحرب، تقاعد من الجيش وعمل في شركة أدوية. وقرر بتطوير آلة طيران بنفسه. حتى أصبح مدير فرعٍ في عام 1906، حيث ركد تطويره لها لنقص الاموال. وخلال هذه الفترة، نجح الأخوان رايت بالطيران. لكن تشوهاتشي لم يسمع بتلك الأخبار. وقام ببناء هيكل «نموذج تاماموشي» وخطط بتزويده بمحرك على البنزين ذا 12 حصانا. ولكن، في عام 1907 أو 1908، علم بنجاحات الطيران بمركبات ثقيلة تحمل الإنسان في كلّ من أوروبا وأميركا. يأس تشوهاتشي وتوقف عن تطوير نماذجه.
هناك رأيين حول «نموذج تاماموشي». الأول يصرّ على أن هذا النموذج كان من الممكن أن يطير إذا ما اكتمل. والآخر يدعي أن هذا النموذج كان ثقيلا جدا على الطيران. في عام 1991 نسخة طبق الأصل من «نموذج تماموشي» ولكن مع بعض التعديلات التي حسّنت استقراره وثباته، قامت بأول رحلة طيران من 50 مترا (136 قدما) 

## المراحل الأخيرة من حياته
ركّز على عمله في الشركة الدوائية.
وفي عام 1921 اعترف الجنرال الملازم يوشينوري شيراكاوا بقيمة خطط وتطويرات تشوهاتشي. في عام 1922 أثنى الجيش عليه. وأيضاً أثنى عليه كل من الوزير أداتشي كينزو (في 1925)، والأمير كوني كيونيوشي (في 1926). في عام 1927، مُنح وسام عسكري.
في سنواته الأخيرة، أصبح كانوشيّ (كاهن من الشنتو) الذي يصلي على القتلى الذين لقوا مصرعهم في حوادث الطيران.
توفي تشوهاتشي بسرطان المعدة في 8 نيسان 1936.

## وانظر أيضا
- كويتشي يوكيتا
- ريويتشي يازو

## وصلات خارجية
- صورة من نموذج 1/10th من نسخة محفوظة 17 يناير 2008 على موقع واي باك مشين. Chūhachi Ninomiya في الطائرة ناصعات نوع (يقودها ربيع التوازن) عرض في متحف النقل الحديثة
- (باليابانية) http://www.city.yawatahama.ehime.jp/02shoukai/06_paionia/01_chuuhachi/01_dare/dare.htm نسخة محفوظة 30 أبريل 2008 على موقع واي باك مشين.